# East Granby
East Granby es un pueblo ubicado en el condado de Hartford en el estado estadounidense de Connecticut. En el año 2010 tenía una población de 5.148 habitantes.

## Geografía
East Granby se encuentra ubicada en las coordenadas 41°56′48″N 72°44′28″O / 41.94667, -72.74111.

## Demografía
Según la Oficina del Censo en 2000 los ingresos medios por hogar en la localidad eran de $68,696, y los ingresos medios por familia eran $77,621. Los hombres tenían unos ingresos medios de $48,992 frente a los $37,450 para las mujeres. La renta per cápita para la localidad era de $30,805. Alrededor del 1.5% de la población estaban por debajo del umbral de pobreza.